# Esquadrilha de Escoltas Oceânicas
A Esquadrilha de Escoltas Oceânicas (EEO) constituiu o comando administrativo da Marinha Portuguesa ao qual competia assegurar o aprontamento e apoio logístico às suas unidades navais dos tipos fragata, corveta e reabastecedor de esquadra. Era comandada por um oficial superior, diretamente subordinado ao contra-almirante comandante da Flotilha.
Criada em 1958, como Flotilha de Escoltas Oceânicas (FEO), a EEO foi extinta em 2016, por fusão com a Esquadrilha de Navios Patrulha, dando origem à Esquadrilha de Navios de Superfície.

## Competências
Competia à Esquadrilha de Escoltas Oceânicas:
1. Assegurar ou promover o aprontamento e a avaliação do nível de prontidão e do desempenho das unidades navais que lhe estavam atribuídas;
2. Promover o apoio logístico e administrativo das unidades navais que lhe estavam atribuídas, ainda que executassem missões sob comando operacional de outras entidades;
3. Cooperar na elaboração de estudos e propostas relativos às unidades navais atribuídas;
4. Assegurar ou promover o apoio técnico especializado às unidades navais, nomeadamente no âmbito da manutenção preventiva e corretiva;
5. Cooperar na definição ou atualização dos padrões de prontidão das unidades navais atribuídas;
6. Promover a conservação e manutenção das infraestruturas da EEO;
7. Assegurar a execução dos procedimentos de segurança superiormente definidos aplicáveis à EEO e unidades navais atribuídas.

## História

### Antecedentes
A Esquadrilha de Escoltas Oceânicas tem como antecedentes as forças navais criadas no início do século XX, agrupando os contratorpedeiros da Armada Portuguesa. 
A 8 de janeiro de 1924, através do Decreto n.º 9365, é criada a Esquadrilha Ligeira agrupando todos os contratorpedeiros e torpedeiros da Marinha, sendo inicialmente constituída pelos contratorpedeiros Vouga, Douro e Tejo, pelos torpedeiros Ave e Lis e pelo cruzador S. Gabriel (navio base). Pelo Decreto n.º 9915 de 16 de julho de 1924, a Esquadrilha Ligeira passou a designar-se "Flotilha Ligeira", sendo acrescida dos contratorpedeiros Tâmega e Guadiana. Pelo Decreto n.º 11 040 de 25 de agosto de 1925, a sede da Flotilha é transferida para Vila Franca de Xira, onde é construída a Base da Flotilha Ligeira, compreendendo instalações em terra (comando, aquartelamentos, alojamentos, depósitos e oficinas), amarrações e cais acostável, além de outras infraestruturas. A Flotilha Ligeira foi extinta a 23 de maio de 1928, pelo Decreto n.º 15 503, em virtude dos navios, que constituiam as suas esquadrilhas de torpedeiros e de contratorpedeiros, estarem quase todos inoperacionais.
A 5 de dezembro de 1934, através da Portaria n.º 7943, é criada uma esquadrilha agrupando os novos contratorpedeiros da classe Vouga e os torpedeiros da classe Ave. Esta esquadrilha é dissolvida através da Portaria n.º 9780 de 17 de abril de 1941.

### Esquadrilha de Escoltas Oceânicas
Através da Portaria n.º 16 711 de 23 de maio de 1958, foi constituída como Flotilha de Escoltas Oceânicas (FEO), agrupando todos os contratorpedeiros e fragatas então existentes na Armada Portuguesa. O seu comando seria exercido por um capitão de mar e guerra.
Na sequência da criação do Comando Naval do Continente, a 3 de dezembro de 1958, a FEO passar a depender deste, integrada na Força Naval do Continente.
Pela Portaria nº 20679 de 11 de julho de 1964, a FEO passou a ter o estatuto de força naval permanente.
Na sequência da Lei Orgânica da Marinha de 1993 (Decreto-Lei n.º 49/93 de 26 de fevereiro), a FEO foi transformada na Esquadrilha de Escoltas Oceânicas (EEO), com o estatuto de comando administrativo, na dependência da Flotilha.
A 12 de outubro de 2016, a EEO foi fundida com a Esquadrilha de Navios Patrulha, dando origem à Esquadrilha de Navios de Superfície.

## Estrutura
A Esquadrilha de Escoltas Oceânicas compreendia:
1. Comandante da EEO (coadjuvado por um 2º comandante);
2. Conselho de Comandantes (constituído pelo comandante, 2ª comandante e comandantes das unidades navais da EEO);
3. Serviço de Treino e Avaliação;
4. Serviço de Logística;
5. Secretaria.

## Navios
A Esquadrilha de Escoltas Oceânicas agrupava os principais navios de combate de superfície da Marinha Portuguesa. Estiveram-lhe atribuídas as seguintes unidades navais:
1. Fragatas da classe Bartolomeu Dias;
2. Fragatas da classe Vasco da Gama;
3. Corvetas da classe Baptista de Andrade;
4. Corvetas da classe João Coutinho;
5. Reabastecedor de esquadra NRP Bérrio.